# Brzozowiec (Łódź)
Pour les articles homonymes, voir Brzozowiec.
Brzozowiec est une localité polonaise de la gmina de Lututów, située dans le powiat de Wieruszów en voïvodie de Łódź.